# Achior
Achior (Hebreeuws voor mijn broeder is licht of broeder des lichts) is een naam uit het apocriefe Bijbelboek Judith 5 en 6.

## Achior in het boek Judith
Achior is generaal van de Ammonieten en vertelt aan Holofernes, die de aanvoerder is van het leger van Nebukadnezar, de geschiedenis van het joodse volk. Hij waarschuwt Holofernes ook dat Israël onoverwinnelijk is omdat het onder bescherming van God staat. Holofernes is daardoor zo kwaad dat hij Achior aan de Israëlieten wil overleveren en hem geboeid achterlaat net buiten de Israëlische stad Bethulië. Achior wordt al gauw door de Israëlieten bevrijd. Nadat de in Betulia woonachtige Judit op listige wijze Holofernes heeft onthoofd en daar in Betulia verslag van doet, laat hij zich besnijden en voegt hij zich bij het volk Israël.

## Achior als voornaam
Als voornaam komt de naam Achior vanaf de 17e eeuw meermaals voor in het Nederlandse geslacht Van den Abeele.